# Ізола-ді-Фондра
Ізола-ді-Фондра (італ. Isola di Fondra) — муніципалітет в Італії, у регіоні Ломбардія,  провінція Бергамо.
Ізола-ді-Фондра розташована на відстані близько 510 км на північний захід від Рима, 75 км на північний схід від Мілана, 33 км на північ від Бергамо.
Населення — 192 особи (2014).
Щорічний фестиваль відбувається 10 серпня. Покровитель — Святий Лаврентій.

## Демографія
Населення за роками:

Станом на 1 січня 2023 року в муніципалітеті офіційно проживали 3 іноземці з 2 країн, серед них 2 громадяни України.

## Сусідні муніципалітети
- Бранці
- Моїо-де'-Кальві
- П'яццаторре
- Ронкобелло